# Araldica olandese
Lo studio dell'araldica olandese si concentra sull'uso degli stemmi e di altre insegne nei Paesi Bassi.
I Paesi Bassi furono un'area significativa per lo sviluppo dell'araldica nel Medioevo. Una delle più famose raccolte di armi è l'Armoriale di Gheldria, scritto tra il 1370 e il 1414. Gli stemmi nei Paesi Bassi non erano all'epoca controllati da un ufficio araldico vero e proprio, come avveniva nel Regno Unito, e non venivano usati dalle sole famiglie nobili. Qualsiasi persona, qualora lo desiderava, poteva disegnare ed usare uno stemma, a meno di non usurpare uno stemma altrui; questo diritto è sancito dal Diritto romano olandese.
Accadeva così che molti olandesi, in particolare mercanti, pur non essendo membri della nobiltà, avevano un proprio stemma. Ci si riferiva a questi armoriali, adottati in particolare durante il periodo  (1581-1806), quando i Paesi Bassi si dotarono di una forma di governo repubblicana, come stemmi borghesi. Questa tradizione araldica fu esportata nelle colonie olandesi, come in Sudafrica, influenzandone l'araldica.
L'araldica olandese è caratterizzata da uno stile semplice e sobrio ed è, in questo senso, più vicina alle origini medievali rispetto agli stili elaborati che furono ideati nelle altre tradizioni araldiche.

## Araldica pubblica
L'araldica pubblica olandese è regolata dall'Alto Consiglio per la Nobiltà (Hoge Raad van Adel), che fornisce stemmi a province, comuni, Uffici delle Acque, diocesi e basiliche cattoliche.
La maggior parte degli stemmi pubblici è stata registrata e confermata negli anni seguenti alla formazione del Regno d'Olanda nel 1815, quando i borgomastri richiesero gli stemmi per le città ed i villaggi da loro amministrati. Alcuni armoriali dell'epoca erano basati su stemmi presenti su sigilli. Talvolta accadeva che la colorazione originale degli stemmi risultasse sconosciuta o non chiara, pertanto molti di essi vennero blasonati negli "smalti nazionali" oro e azzurro, i colori dello stemma dei Paesi Bassi. Nel XX secolo, alcuni blasoni di queste armi vennero corretti, quando i colori originali vennero scoperti.
Generalmente, l'Alto Consiglio, seguendo le linee guida di un decreto del Ministero degli Interni del 1977, applica una politica di semplicità stilistica. Oggigiorno, la maggior parte degli stemmi vengono concessi in seguito a riforme amministrative, come, ad esempio, quando più comuni si uniscono in un solo comune. Nella maggior parte dei casi, un ente pubblico richiede uno stemma all'Alto Consiglio, che adatta la proposta agli standard araldici del paese. Società genealogiche e storiche disegnano queste bozze di proposta. Nuove municipalità tendono a includere i diversi elemente degli stemmi dei comuni costituenti, mente l'Alto Consiglio a volte rifiuta proposte "troppo cariche".
Elmi, cimieri e svolazzi sono praticamente assenti nell'araldica pubblica olandese; vengono invece utilizzati i sistemi di corone.  Sostegni, motti e corone atipiche vengono concessi solo in presenza di evidenza storica del loro utilizzo o di una concessione precedente. Un esempio notevole a questa regola è lo stemma del comune di Flevoland, creato agli inizi degli anni ottanta, che mostra foche, leoni marini e ippocampi come supporti, un uso sconosciuto precedentemente nell'araldica civile olandese. Pochi comuni hanno rinunciato al diritto dei sostegni negli ultimi anni. I motti sono rari, anche se qualche motto è stato concesso di recente.
L'Alto Consiglio generalmente non approva l'inquartamento di armi già esistenti e tende a non accettare figure di santi sugli scudi. Spesso il nome dei nuovi comuni nati da unioni si riferisce ai corsi d'acqua presenti nel territorio e una pezza onorevole rappresentante l'acqua è una occorrenza comunissima nelle ultime concessioni, tanto che l'Alto Consiglio l'ha definita "tipica dell'araldica olandese" nel 2004 e nel 2010.